# Yli-Typpyrä
Yli-Typpyrä eller Typpyräjärvi är en sjö i Finland. Den ligger i kommunen Rovaniemi i landskapet Lappland, i den norra delen av landet, 700 km norr om huvudstaden Helsingfors. Yli-Typpyrä ligger 179,5 meter över havet. Arean är 48,1 hektar och strandlinjen är 3,26 kilometer lång. Sjön  ingår i Kemi älvs huvudavrinningsområde. 